# SV Bergisch Gladbach 09
SV Bergisch Gladbach 09 is een Duitse voetbalclub uit Bergisch Gladbach (Noordrijn-Westfalen).

## Geschiedenis
De club werd in 1909 opgericht als FC 09 Bergisch Gladbach. Op 22 januari 1919 fuseerde de club met  TSV Zanders Bergisch Gladbach en nam de naam SV 09 Bergisch Gladbach aan. In 1973 fuseerde de club met SSG Bergisch Gladbach tot SSG 09 Bergisch Gladbach. SSG was zelf een fusie ontstaan in 1969 uit de clubs SF Paffrath, BW Hand en SSV Katterbach. In de zomer van 2007 werd de naam verkort tot Bergisch Gladbach 09 en in april 2008 werd de huidige naam aangenomen. In 2012 werd de club slechts negende in de competitie, maar promoveerde doordat de competitie uitgebreid werd. Na één seizoen degradeerde de club. Het duurde vervolgens tot 2019 voordat de club via het kampioenschap van de Mittelrheinliga weer terugkeerde op het vierde niveau in Duitsland.

## Erelijst
Duits amateurkampioen
1953

## Eindklasseringen vanaf 1964 (grafisch)
- 1964 10e
Niveau 3
- 1965 14e
Niveau 3
- 1966 1e
Niveau 4
- 1967 3e
Niveau 3
- 1968 12e
Niveau 3
- 1969 13e
Niveau 3
- 1970 13e
Niveau 3
- 1971 3e
Niveau 3
- 1972 12e
Niveau 3
- 1973 15e
Niveau 3
- 1974 3e
Niveau 4
- 1975 4e
Niveau 4
- 1976 3e
Niveau 4
- 1977 3e
Niveau 4
- 1978 5e
Niveau 4
- 1979 4e
Niveau 4
- 1980 16e
Niveau 4
- 1981 5e
Niveau 5
- 1982 7e
Niveau 5
- 1983 7e
Niveau 5
- 1984 3e
Niveau 5
- 1985 3e
Niveau 5
- 1986 1e
Niveau 5
- 1987 2e
Niveau 4
- 1988 16e
Oberliga
- 1989 5e
Niveau 4
- 1990 2e
Niveau 4
- 1991 13e
Niveau 4
- 1992 16e
Niveau 4
- 1993 6e
Niveau 5
- 1994 3e
Niveau 5
- 1995 1e
Niveau 6
- 1996 1e
Verbandsliga
- 1997 11e
Oberliga
- 1998 15e
Oberliga
- 1999 4e
Verbandsliga
- 2000 8e
Verbandsliga
- 2001 7e
Verbandsliga
- 2002 5e
Verbandsliga
- 2003 2e
Verbandsliga
- 2004 18e
Oberliga
- 2005 6e
Verbandsliga
- 2006 1e
Verbandsliga
- 2007 12e
Oberliga
- 2008 17e
Oberliga
- 2009 1e
Niveau 6
- 2010 9e
Oberliga
- 2011 12e
Oberliga
- 2012 9e
Oberliga
- 2013 18e
Regionalliga
- 2014 5e
Oberliga
- 2015 10e
Oberliga
- 2016 3e
Oberliga
- 2017 5e
Oberliga
- 2018 10e
Oberliga
- 2019 1e
Oberliga
- 2020 17e
Regionalliga
- 2021 21e
Regionalliga
- 2022 3e
Oberliga
- 2023 6e
Oberliga
- 2024 5e
Oberliga
- 2025 7e
Oberliga

- Niveau 3
- Niveau 4
- Niveau 5
- Niveau 6

| Legenda niveautijdlijn | Legenda niveautijdlijn      | Legenda niveautijdlijn      | Legenda niveautijdlijn      | Legenda niveautijdlijn    | Legenda niveautijdlijn |
| Liga                   | Seizoen 1963/64 t/m 1973/74 | Seizoen 1974/75 t/m 1993/94 | Seizoen 1994/95 t/m 2007/08 | Seizoen 2008/09 tot heden | Opmerking              |
| ---------------------- | --------------------------- | --------------------------- | --------------------------- | ------------------------- | ---------------------- |
| Bundesliga             | Niveau I                    | Niveau I                    | Niveau I                    | Niveau I                  |                        |
| 2. Bundesliga          | --                          | Niveau II                   | Niveau II                   | Niveau II                 |                        |
| 3. Liga                | --                          | --                          | --                          | Niveau III                |                        |
| Regionalliga           | Niveau II                   | --                          | Niveau III                  | Niveau IV                 |                        |
| Oberliga               | --                          | Niveau III *                | Niveau IV                   | Niveau V                  | * vanaf 1978/79        |

## Eindklasseringen vanaf 2000
| Seizoen | Competitie               | Niveau | Eindstand | DFB Pokal | Opmerking                                                                          |
| ------- | ------------------------ | ------ | --------- | --------- | ---------------------------------------------------------------------------------- |
| 1999/00 | Verbandsliga Mittelrhein | V      | 8         | --        |                                                                                    |
| 2000/01 | Verbandsliga Mittelrhein | V      | 7         | --        |                                                                                    |
| 2001/02 | Verbandsliga Mittelrhein | V      | 5         | --        |                                                                                    |
| 2002/03 | Verbandsliga Mittelrhein | V      | 2         | --        |                                                                                    |
| 2003/04 | Oberliga Nordrhein       | IV     | 18        | --        |                                                                                    |
| 2004/05 | Verbandsliga Mittelrhein | V      | 6         | --        |                                                                                    |
| 2005/06 | Verbandsliga Mittelrhein | V      | 1         | --        |                                                                                    |
| 2006/07 | Oberliga Nordrhein       | IV     | 12        | --        |                                                                                    |
| 2007/08 | Oberliga Nordrhein       | IV     | 17        | --        |                                                                                    |
| 2008/09 | Mittelrheinliga          | VI     | 1         | --        |                                                                                    |
| 2009/10 | NRW-Liga                 | V      | 9         | --        |                                                                                    |
| 2010/11 | NRW-Liga                 | V      | 12        | --        |                                                                                    |
| 2011/12 | NRW-Liga                 | V      | 9         | --        | winnaar promotie play-off nieuwe Regionalliga West > SG Wattenscheid 09: 2-0 / 2-3 |
| 2012/13 | Regionalliga West        | IV     | 18        | --        |                                                                                    |
| 2013/14 | Mittelrheinliga          | V      | 5         | --        |                                                                                    |
| 2014/15 | Mittelrheinliga          | V      | 10        | --        |                                                                                    |
| 2015/16 | Mittelrheinliga          | V      | 3         | --        |                                                                                    |
| 2016/17 | Mittelrheinliga          | V      | 5         | --        |                                                                                    |
| 2017/18 | Mittelrheinliga          | V      | 10        | --        |                                                                                    |
| 2018/19 | Mittelrheinliga          | V      | 1         | --        |                                                                                    |
| 2019/20 | Regionalliga West        | IV     | 17        | --        | competitie afgebroken i.v.m. coronapandemie                                        |
| 2020/21 | Regionalliga West        | IV     | 21        |           |                                                                                    |
| 2021/22 | Mittelrheinliga          | V      | 3         | --        |                                                                                    |
| 2022/23 | Mittelrheinliga          | V      | 6         | --        |                                                                                    |
| 2023/24 | Mittelrheinliga          | V      | 5         | --        |                                                                                    |
| 2024/25 | Mittelrheinliga          | V      | 7         | --        |                                                                                    |